# Alfred Sauerteig
Alfred Sauerteig (* 15. Oktober 1877 in Unterwohlsbach; † 1. Januar 1961 in Coburg) war ein deutscher Kommunalpolitiker und Autor. Im Frühjahr 1945 war er Oberbürgermeister der Stadt Coburg.

## Leben
Nach dem Schulabschluss wurde Sauerteig Justizanwärter am Amtsgericht Coburg. 1905 wechselte Sauerteig zur Stadt Coburg. Sauerteig nahm am Ersten Weltkrieg teil und wurde unter anderem mit dem Eisernen Kreuz I. Klasse ausgezeichnet. Sauerteig stieg innerhalb der Stadtverwaltung vom Stadtschreiber bis 1925 zum Leiter der Hauptverwaltung auf, wo er auch das Personalamt übernahm. Er saß von 1919 bis 1921 im Stadtrat für die Deutsche Demokratische Partei. Trotz seiner politischen Vergangenheit hielten die Coburger Oberbürgermeister der NSDAP den Stadtamtmann aufgrund seiner Kenntnisse und Fähigkeiten in der Verwaltung für unverzichtbar. Am 1. Mai 1937 trat er der NSDAP bei. Am 9. April 1945 setzte sich der Oberbürgermeister August Greim kurz vor dem Einmarsch der US-Armee in Coburg, in Richtung Bayreuth ab. Sauerteig wurde bis zum 11. Mai 1945 kommissarischer Oberbürgermeister. In dieser Zeit unterzeichnete er unter anderem am 11. April 1945 die Kapitulation Coburgs vor den Amerikanern und führte am 1. Mai 1945 den Coburger Mohr als Stadtwappen wieder ein. Wegen seiner früheren Mitgliedschaft in der NSDAP wurde er von der amerikanischen Militärregierung am 11. Mai 1945 des Amtes enthoben.:S. 190
Von 1946 bis 1960 gehörte Sauerteig als Kandidat des Sozialen Volksbundes und der FDP dem Coburger Stadtrat an. Im Jahr 1987 benannte Coburg als Ehrung den Park vor dem Portikusbau des Ernst-Alexandrinen-Volksbades in Alfred-Sauerteig-Anlage um.
Ein Nachlassbestand befindet sich im Staatsarchiv Coburg.